# اوزاژوو
اوزاژوو (به لهستانی:  Uzarzewo) یک روستا در لهستان است که در گمینا سواژنز واقع شده‌است. اوزاژوو ۵۸۰ نفر جمعیت دارد.